# Protea Hotels

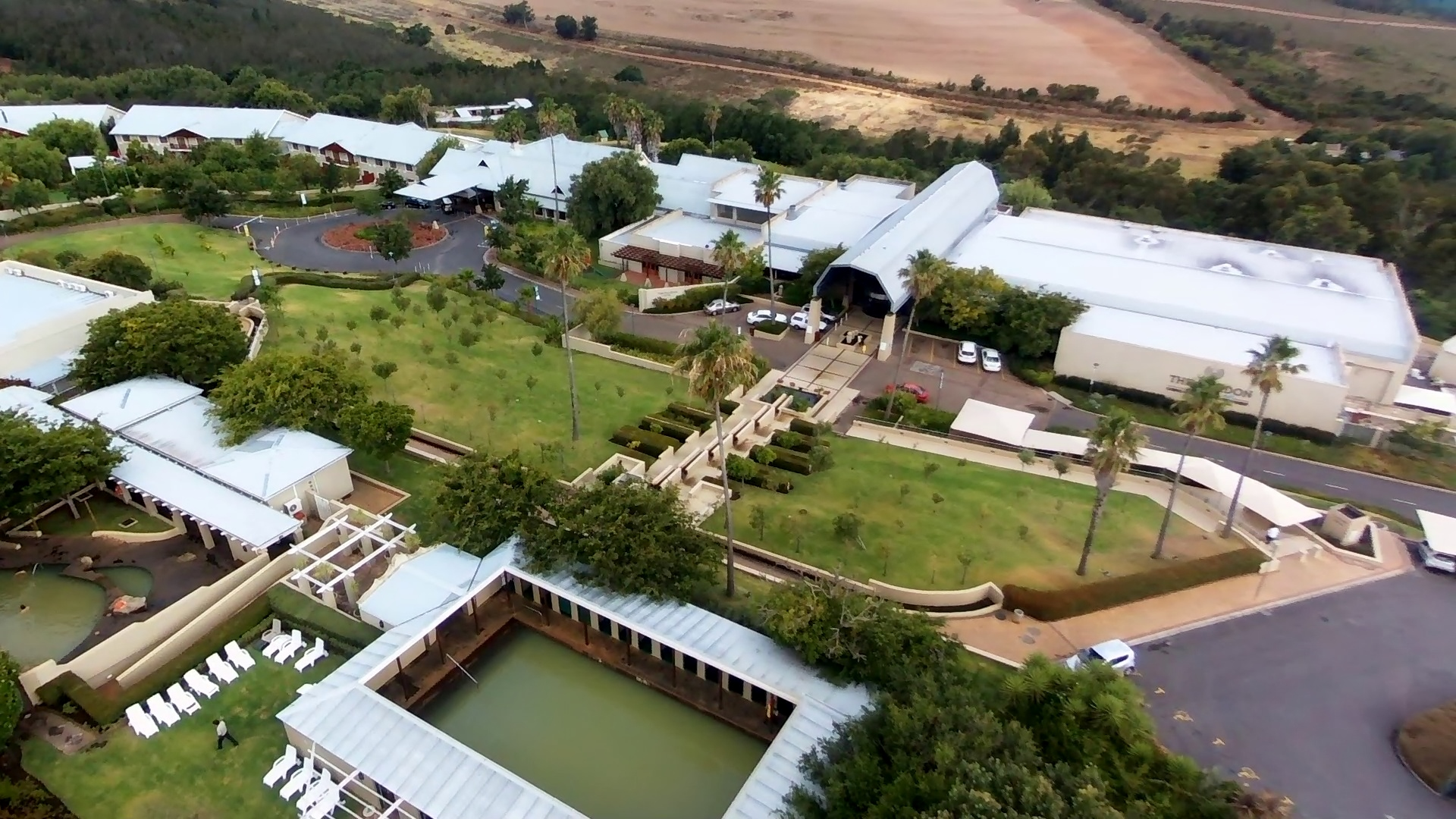
Protea Hotel Caledon

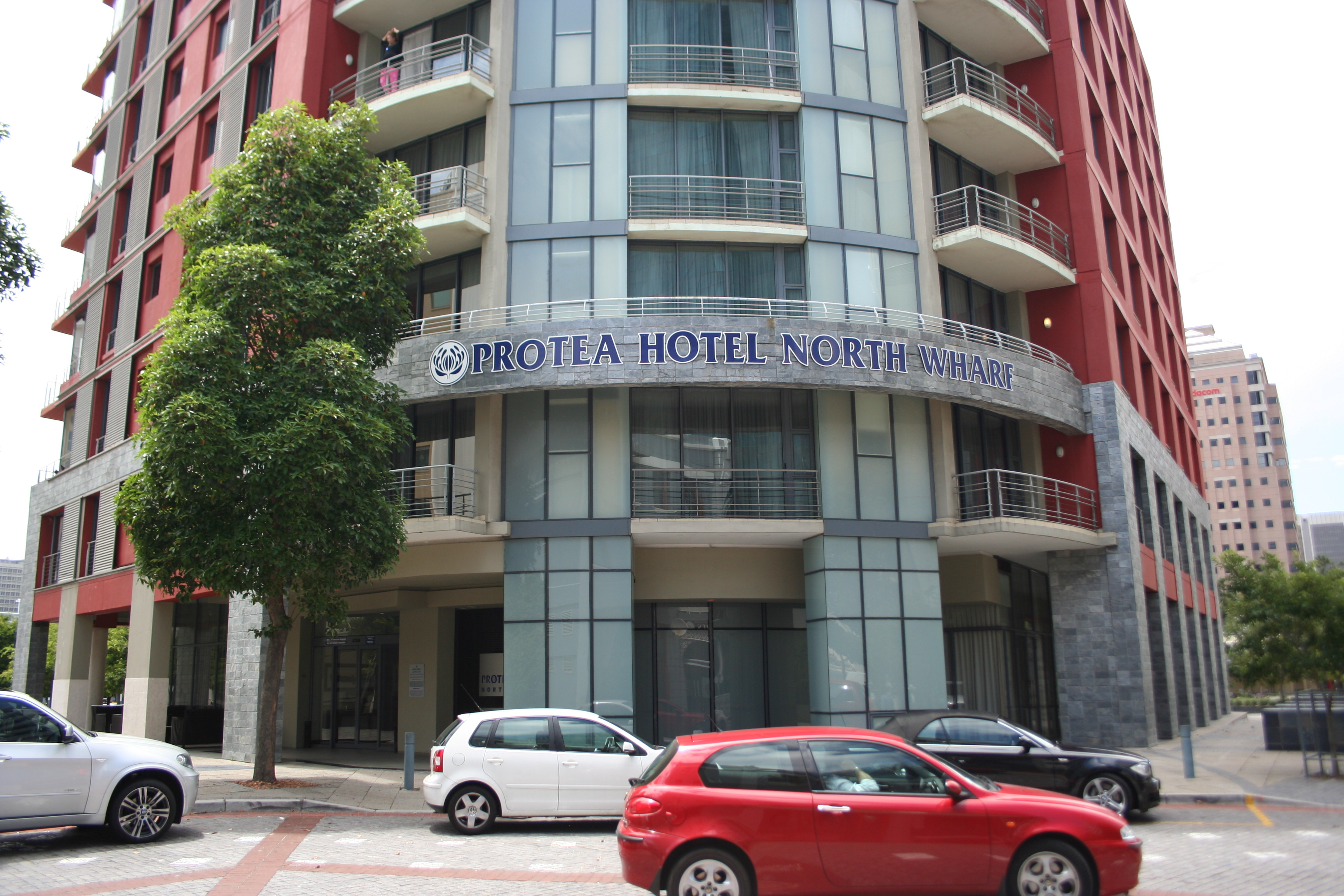
Protea Hotel North Wharf in Kapstadt, Südafrika

Protea Hotels by Marriott (bis 14. Juni 2016 Protea Hotels) ist die größte Hotelkette in Afrika. Sie hat ihren Sitz in Kapstadt, Südafrika.
Die Hotelgruppe vermarktet und betreibt (Stand November 2018) 77 Hotels mit mehr als 8000 Zimmern in neun Staaten Afrikas unter den Namen Protea Hotels, Protea Hotels Fire & Ice und African Pride Hotels. Sieben weitere Hotels mit 751 Zimmern sind geplant, darunter in Botswana. Die Hotels befinden sich (Stand November 2018) in Algerien, Ghana, Malawi, Namibia, Nigeria, Sambia, Südafrika, Tansania und Uganda.
2015 wurden mehr als die Hälfte der Hotels, jedoch nur etwa ein Drittel der Gesamtzimmer als Franchise betrieben.

## Geschichte
Gegründet wurde das Unternehmen am 1. Juli 1984 vom gebürtigen Österreicher Otto Stehlik. Zunächst wurden vier Hotels betrieben. Nachdem das Unternehmen ausgebaut wurde, gelangten bis 2005 53 Prozent an Black-Economic-Empowerment-Partner. Zum 1. Juli 2007 ging die Mehrheit des Unternehmens an die australische Stella. Genau zwei Jahre später wurden die 74 Prozent wieder zurückgekauft.
Seit dem 1. April 2014 gehört Protea Hotels zu Marriott International.